# Вікторія Шкловер
Вікторія Шкловер (18 січня 1984 , Київ ) — естонська фігуристка парного катання.
На початку кар'єри виступала у парі з Олександром Булогіним. У 1998—2002 роках виступала з Валдісом Мінталсом, разом з яким є чемпіонкою Естонії 1998—2002 років. Двічі виступали на чемпіонатах світу серед юніорів, тричі на чемпіонатах світу та Європи. Їхнім найвищим місцем на чемпіонаті ISU було 10-те на чемпіонатах Європи 2000 2001 років.

## Програми
(з Мінталсом)
| Сезон     | Коротка програма            | Довільна програма     |
| --------- | --------------------------- | --------------------- |
| 2001/2002 | Перл Харбор Ганс Циммер     | Матриця               |
| 2000/2001 | Скрипаль на даху Джеррі Бок | Бріолін Джим Джейкобс |

## Спортивні досягнення
(з Мінталсом)
| Змагання/Сезони                 | 1998/1999  | 1999/2000  | 2000/2001  | 2001/2002  |
| Міжнародні                      | Міжнародні | Міжнародні | Міжнародні | Міжнародні |
| ------------------------------- | ---------- | ---------- | ---------- | ---------- |
| Чемпіонат світу                 |            | 17         | 19         | 17         |
| Чемпіонат Європи                |            | 10         | 10         | 11         |
| Гран-прі Франції                |            |            | 9          |            |
| Трофей Небелхорн                | 6          | 6          |            | 6          |
| Скейт Ізраїль                   | 7          |            |            |            |
| Міжнародні юніорські            |            |            |            |            |
| Чемпіонат світу серед юніорів   | 10         | 9          |            |            |
| Фінал юніорського Гран-прі      |            | 4          |            |            |
| Юніорський Гран-прі Франції     | 2          |            | 3          |            |
| Юніорський Гран-прі Угорщини    | 7          |            |            |            |
| Юніорський Гран-прі Польщі      |            |            | 6          |            |
| Юніорський Гран-прі Нідерландів |            | 2          |            |            |
| Юніорський Гран-прі Швеції      |            | 1          |            |            |
| Кубок Таллінна                  |            | 3          |            |            |
| Національні                     |            |            |            |            |
| Чемпіонат Естонії               | 1          | 1          | 1          | 1          |